# Tikhon de toute l'Amérique et du Canada
Tikhon de toute l'Amérique et du Canada est l'actuel primat de l'Église orthodoxe en Amérique. Il est né Marc Raymond Mollard le 15 juillet 1966 à Boston.

## Biographie
Marc Raymond Mollard né à Boston au Massachusetts le 15 juillet 1966, il est l’aîné des trois enfants de François et Élisabeth Mollard.
Après avoir vécu quelque temps au Connecticut, en France et dans le Missouri, sa famille s’est établie avec lui à Reading en Pennsylvanie où il a obtenu son diplôme d’études secondaires du Wyomissing High School de Reading en 1984. En 1988, il a obtenu un baccalauréat ès arts en langue française et en sociologie du Franklin & Marshall College de Lancaster en Pennsylvanie, puis est déménagé à Chicago,.
En 1989, il se convertit à l’orthodoxie et la même année commence une formation au Séminaire Saint-Tikhon de South Canaan (en), en Pennsylvanie (l’Église orthodoxe en Amérique). Un an plus tard il entre au monastère Saint-Tikhon-de-Zadonsk en tant que novice. Diplômé d’une maîtrise en théologie en 1993, il est nommé professeur d’Ancien Testament au Séminaire Saint-Tikhon.
En 1995, Marc Mollard a été tonsuré schéma moindre par l'archevêque Germain (Swaiko) (en) et nommé « Tikhon » en l'honneur de Saint Tikhon de Moscou. Plus tard cette année-là, il a été ordonné au diaconat et saint sacerdoce au monastère Saint-Tikhon. En 1998, il a été élevé au rang d’higoumène et en 2000, au rang d’archimandrite. En décembre 2002, il a été nommé supérieur adjoint du monastère Saint-Tikhon.
Au cours de la session d'automne du Synode de l'Église orthodoxe en Amérique les 20 et 23 octobre 2003, l'archimandrite Tikhon a été élu évêque de South Canaan et auxiliaire du métropolite Germain (Swaiko) de toute l'Amérique et du Canada. Il a été consacré à l'épiscopat au Monastère Saint Tikhon le samedi 14 février 2004, devenant évêque de South Canaan.
Lors d'une session spéciale du Saint Synode des évêques de l'Église orthodoxe en Amérique tenue le 27 mai 2005, l'évêque Tikhon du Sud de Canaan a été élu évêque de Philadelphie et de l'est de la Pennsylvanie. Le 29 octobre 2005, Mgr Tikhon a été officiellement installé en tant que hiérarchie dirigeante du diocèse de Philadelphie et de l'est de la Pennsylvanie.
Le 13 novembre 2012, l’Archevêque Tikhon a été élu Primat de l’Église orthodoxe en Amérique lors du 17e synode de toute l’Amérique.